# Canthium berberidifolium
Canthium berberidifolium är en måreväxtart som beskrevs av Geddes. Canthium berberidifolium ingår i släktet Canthium och familjen måreväxter.
Artens utbredningsområde är Thailand. Inga underarter finns listade i Catalogue of Life.